# Stegophiura striata
Stegophiura striata är en ormstjärneart som först beskrevs av Duncan 1879.  Stegophiura striata ingår i släktet Stegophiura och familjen fransormstjärnor. Inga underarter finns listade i Catalogue of Life.